# Chiến tranh Hán–Đại Uyên
Chiến tranh Hán – Đại Uyên hay còn được gọi là Thiên Mã chi chiến (chiến tranh vì ngựa trời) là một cuộc xung đột vũ trang diễn ra từ năm 104 đến năm 101 TCN giữa nhà Hán và người Đại Uyên (hay Đại Uyển) (ở Trung Á, khu vực quanh Uzbekistan, phía đông Ba Tư).
Sau khi nhận được tin rằng ở đất Đại Uyên có giống ngựa to, khỏe được người đời xưng tụng là "Thiên Mã" ("ngựa trời" - Ngựa Đại Uyên) có thể sử dụng để đánh quân Hung Nô, Hán Vũ Đế liền cử Trương Khiên đi sứ Tây Vực, ý đồ khảo sát khu vực và đặt mua ngựa. Tuy nhiên, người Đại Uyên không những không đồng ý bán ngựa mà còn cho giết cả người của sứ đoàn nhà Hán và tịch thu số vàng được mang theo dùng để mua ngựa. Vì thế Hán đế mới hạ lệnh quân viễn chinh vây hãm thành Alexandria Eschate ở xứ Đại Uyên, trước đây là thành phố xa nhất về phía đông của thế giới Hy Lạp hóa.
Quân Hán đánh bại người Đại Uyên, lập một người thân với nhà Hán lên làm vua và chiếm một lượng ngựa đủ lớn để có thể bổ sung cho lực lượng kỵ binh góp phần vào việc đánh bại người Hung Nô sau này.

## Bối cảnh

### Hãn huyết bảo mã
Theo tác giả Triệu Từ, so với những con ngựa thành Troia thể hiện "sự khuất phục quân sự", những con ngựa trời xứ Đại Uyên (ngựa Ferghana hay còn được gọi là Thiên Mã 天马) thể hiện "tốc độ và sức chịu đựng vượt trội", là giống ngựa chiến hoàn hảo.
Hán Vũ Đế muốn tạo nên một lực lượng "kỵ binh bất khả chiến bại" để đánh người Hung Nô, vì quân Hung Nô suốt mấy thập kỷ liền thường xuyên quấy phá, cướp bóc vùng biên giới phía bắc của nhà Hán. Vì vậy, vào năm 139 TCN, Vũ Đế sai Trương Khiên làm sứ đi Tây Vực, mục đích là vừa kết giao với người Nguyệt Chi thành lập liên minh chống Hung Nô vừa nhân đó đi tìm giống ngựa thần Đại Uyên này.
Khi đi sứ Tây Vực, tại khu vực sa mạc Gobi, Trương Khiên từng bị người Hung Nô bắt tới 2 lần, nhưng trong cả hai lần ông đều thoát được. Theo sách Hậu Hán Thư, mỗi năm nhà Hán lại gửi tầm 10 hoặc ít nhất là 5 hoặc 6 đoàn sứ giả đi Trung Á để mua ngựa.

### Hung Nô
Trong hàng thập kỷ, nhà Hán bị buộc phải thi hành "Hòa thân chính sách" bao gồm việc cống nộp và gả công chúa làm vợ của Thiền vu để tránh quân Hung Nô vào quấy nhiễu. Điều này thay đổi khi Hán Vũ Đế lên ngôi quyết tâm tiêu diệt Hung Nô.

### Đại Uyên
Cả Sử ký Tư Mã Thiên lẫn Hán thư đều mô tả người Đại Uyên là những cư dân đô thị hóa sống ở các thành phố có tường thành bao quanh và có "phong tục tập quán giống hệt với người Hy Lạp-Bactria", một vương quốc Hy Lạp đang cai trị xứ Bactria mà người Hán gọi là Đại Hạ thời đó ở miền bắc Afghanistan ngày nay. Người Đại Uyên cũng được mô tả là những nhà sản xuất rượu và cực kỳ yêu rượu vang.
Người Đại Uyên là hậu duệ của người Hy Lạp đã được Alexandros Đại đế đưa tới định cư ở Ferghana vào năm 329 TCN (xem bài Alexandria Eschate) và đã phát triển rực rỡ dưới sự cai trị của các vương triều Hy Lạp của Seleukos và Hy Lạp-Bactria, cho đến khi họ bị cô lập bởi sự di cư của người Nguyệt Chi khoảng năm 160 TCN. Dường như cái tên "Uyển" hay "Uyên" (宛) chỉ đơn giản là phiên âm của từ Yavana hoặc Pali Yona trong tiếng Phạn, được sử dụng trong suốt thời cổ đại ở châu Á để chỉ định người Hy Lạp (người "Ionia"), do đó Đại Uyển nhiều khả năng có nghĩa là "người Đại Ionia" hoặc "người Đại Hy Lạp".
Đại Uyên là một trong những quốc gia xa nhất về phía Tây gửi sứ đoàn phái đến triều đình nhà Hán. Tuy nhiên, không giống như sứ giả các nước khác, người Đại Uyên không tuân thủ các lễ nghi của người Hán, cư xử rất kiêu ngạo và hống hách, cậy thế ở xa nên họ chắc chắn là nhà Hán không làm được gì mình. Xứ Đại Uyên cũng nằm gần lãnh thổ Hung Nô vào thời điểm này. Người Đại Uyên khá tôn trọng người Hung Nô, vì Hung Nô từng đánh đuổi người Nguyệt Chi - kẻ thù của người Đại Uyển.

## Viễn chinh lần thứ nhất
Năm Thái Sơ thứ nhất (104 TCN), Hán Vũ đế phong Lý Quảng Lợi làm Nhị Sư tướng quân, soái 6.000 kỵ binh, 2 vạn bộ binh tấn công nước Đại Uyên hòng chiếm lấy thần mã. Lý Quảng Lợi vốn là anh của sủng cơ Lý phu nhân của Hán Vũ đế, sau khi Lý phu nhân mất, Vũ đế muốn phong tước cho Lý Quảng Lợi nhưng vì chưa có công cán gì nên Vũ đế phong làm chỉ huy quân viễn chinh, nhân cơ hội này lập công. Tuy nhiên, cuộc viễn chinh lần này không không được chuẩn bị kỹ càng và chu đáo do nhà Hán đánh giá thấp quân địch lẫn sự khó khăn của con đường từ nhà Hán đến xứ Đại Uyên.
Quân đội xứ Đại Uyên yếu kém, không cần tới 3000 binh trang bị nỏ cứng, chắc chắn đã có thể hạ gục được họ!— Đại Uyên liệt truyện, Sử ký Tư Mã Thiên
Tuy nhiên, do đường sá xa xôi, núi non hiểm trở, sa mạc rộng lớn, các nước nhỏ đều đóng chặt cửa thành không chịu cung ứng. Quân Hán hạ được một số, nhưng vẫn không tìm đủ lương thực, người ngựa đều bị đói kém, sĩ tốt chết đói hoặc bỏ trốn đến 6, 7 phần 10. Khi đến Úc Thành quân Hán chỉ còn khoảng 1 vạn, mặc dù có lợi thế về cung nỏ nhưng trước sức tấn công thần tốc của kỵ binh Đại Uyển, quân Hán vẫn bị 2000 quân Đại Uyển đánh cho đại bại. Lý Quảng Lợi buộc phải dẫn tàn quân rút về Đôn Hoàng. Lần này đi về mất 2 năm. Hán Vũ đế nghe tin nổi giận, hạ lệnh tướng sĩ ai bước vào Nhạn Môn quan sẽ bị chém đầu. Lý Quảng Lợi hết cách, đành phải ở lại Đôn Hoàng.

## Viễn chinh lần hai

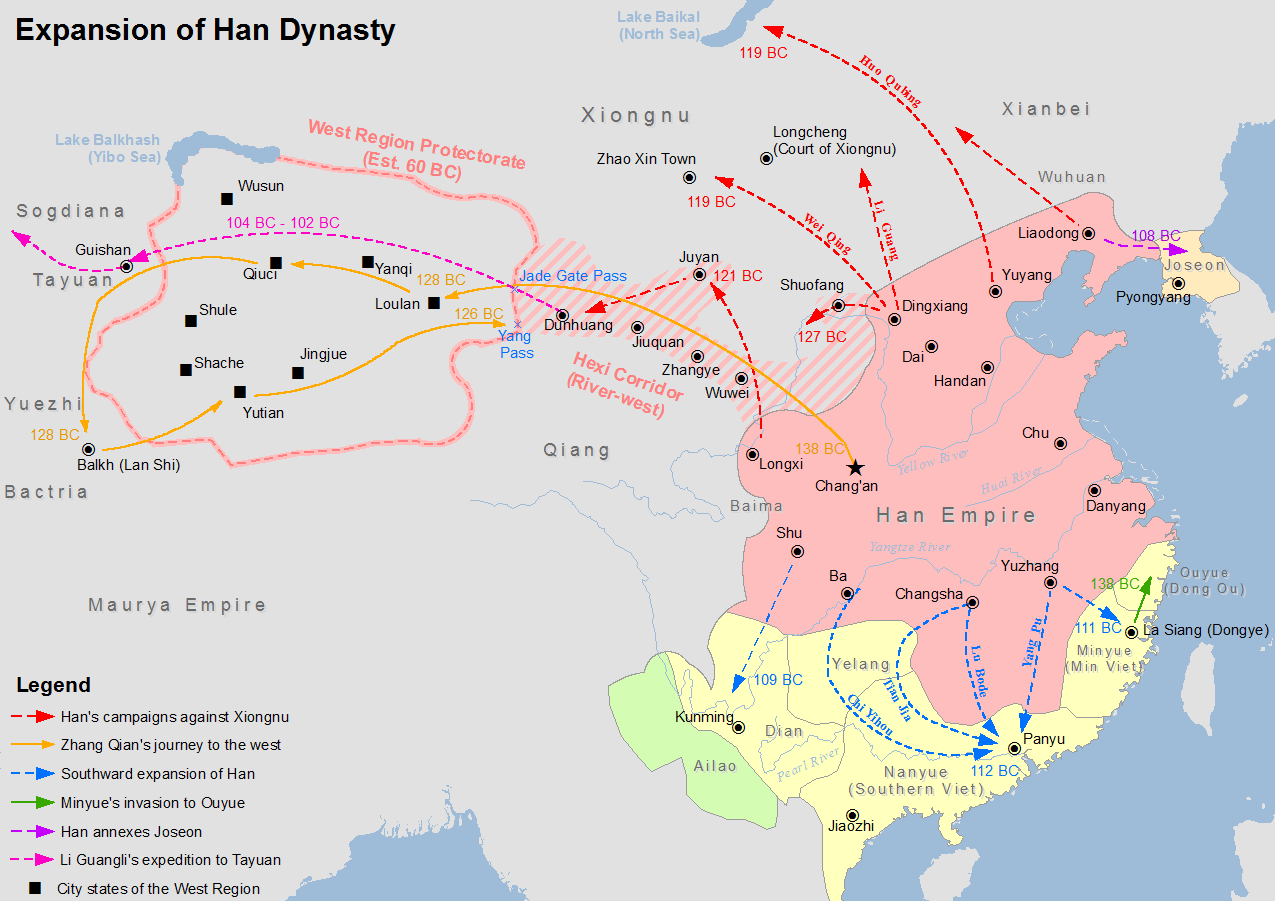
Bản đồ mô tả các chiến dịch quân sự đời Tây Hán

Quan lại nhà Hán muốn giải tán quân viễn chinh Lý Quảng Lợi để tập trung nguồn lực đánh Hung Nô. Tuy nhiên Vũ đế lại do lo ngại việc không khuất phục được xứ Đại Uyên sẽ khiến nhà Hán đánh mất thanh danh nghiêm trọng với các nước Tây Vực. Năm Thái Sơ thứ 3 (102 TCN), Vũ đế cấp cho Lý Quảng Lợi 6 vạn tân binh mới chiêu mộ từ các đại lao cùng với 3 vạn thớt ngựa cũng như một lượng lớn gia súc bao gồm 10 vạn con bò và 2 vạn lừa và lạc đà. Trong lần viễn chinh này, quân Hán gần như không phải gặp trở ngại nào với các nước nhỏ ở khu vực bồn địa Tháp Lý Mộc.
Phấn lớn các nước nhỏ đều đầu hàng sau khi nhìn thấy quy mô quân Hán. Duy chỉ có nước Luân Đài là có chống cự nên Lý Quảng Lợi đã cho hạ lệnh tàn sát dân chúng sau khi phá được thành. Dù không gặp phải thất bại lớn nào và đã đi vòng qua Úc Thành, quân Hán vẫn mất hơn phân nửa trước khi đến được Đại Uyên. Sau khi đến thành Nhị Sư, quân Hán bắt đầu bao vây thành. Hơn 2.000 kỵ binh nước Ô Tôn cũng đã đến theo yêu cầu của Hán Vũ đế nhưng họ lại từ chối tham chiến do lo sợ như thế sẽ xúc phạm một trong hai bên. Quân Đại Uyên tập trung cố phá vỡ vòng vây nhưng đã bị cung nỏ quân Hán đánh bại dễ dàng. Lý Quảng Lợi hạ lệnh cho binh sĩ đào đất, chuyển dòng chảy con sông vốn chảy qua thành phố, cắt đứt nguồn nước vì trong thành không có giếng. Sau hơn 40 ngày, quân Hán phá được vòng thành bên ngoài và bắt được tướng địch là Tiễn Mi. Các quý tộc Nhị Sư buộc phải rút vào thành nội và quyết định đưa ra các điều khoản đầu hàng. Họ giết chết quốc vương Vô Quả dâng đầu cho Lý Quảng Lợi. Sau đó, họ đề nghị sẽ nộp cho Lý Quảng Lợi tất cả ngựa mà ông ta muốn cũng như lương thực với điều kiện quân Hán phải rút. Nếu như không được chấp thuận, họ sẽ giết toàn bộ số ngựa. Lý Quảng Lợi buộc phải đồng ý với những điều khoản cầu hoà, chọn lấy mấy chục thớt ngựa thượng đẳng, hơn 3.000 thớt ngựa trung đẳng cũng như lương thực, lại lập một người có quá khứ thân cận với nhà Hán là Muội Thái (昧蔡) làm quốc vương, rồi khải hoàn ban sư.
Khi lên đường về Đôn Hoàng, Lý Quảng Lợi nhận ra rằng các thành trì dọc đường không thể cung cấp đủ lương cho quân đội. Vì thế ông hạ lệnh tách thành nhiều nhóm, một số đi theo tuyến phía bắc trong khi số còn lại theo tuyến phía nam. Một nhóm chỉ bao gồm khoảng 1.000 người do Vương Thân Sinh cùng Hồ Sung Quốc chỉ huy đã vây đánh Úc Thành. Sau nhiều ngày bị bao vây, dân chúng trong thành tập hợp hơn 3.000 người đã đột kích và đánh bại quân Hán. Quân Hán đại bại, một số binh sĩ chạy trốn đến cấp báo cho Lý Quảng Lợi. Lý Quảng Lợi sau đó hạ lệnh cho Thượng Quan Kiệt dẫn quân đánh Úc Thành. Thấy quân Hán quá đông, vua Úc Thành quyết định chạy trốn đến nước Khang Cư, người Úc Thành dâng thành đầu hàng ngay sau đó. Sau khi người nước Khang Cư nhận được tin Đại Uyên thất thủ trước quân Hán, họ đã vội vã giao nộp vua Úc Thành cho Thượng Quan Kiệt và ông này bị giết ngay sau đó.
Quân Hán không gặp phải sự chống cự nào khác trên đường về Ngọc Môn quan. Nghe tin Đại Uyên thất thủ, vua chúa các nước Tây Vực liền sai khiến họ hàng thân thích của mình tháp tùng quân Hán về Trường An nhằm bày tỏ sự tôn kính với Hán Vũ đế. Họ vẫn bị giữ lại ở Trường An làm con tin. Bất chấp thành công chung của cuộc viễn chinh lần thứ hai, luôn được cung ứng đầy đủ và chỉ mất một phần nhỏ binh sĩ vì giao tranh, toàn bộ chiến dịch đã bị hủy hoại bởi tham nhũng. Những binh sĩ vốn là phạm nhân trong lao ngục và nằm vào tầng lớp bị xã hội ruồng bỏ, không được các tướng lĩnh và sĩ quan chăm sóc, thay vào đó hàng tướng lĩnh lại lạm dụng, ăn bớt lương thực, gây ra bất mãn trong quân, khiến nhiều người đào ngũ. Kết quả là khi về đến nơi, Lý Quảng Lợi chỉ còn hơn vạn quân cùng 1.000 con ngựa phù hợp cho nghĩa vụ quân sự. Mặc dù vậy, Vũ đế vẫn coi đây là những tổn thất có thể chấp nhận được trong chiến thắng trước Đại Uyển và đã không ra lệnh truy cứu và trừng phạt những người có trách nhiệm. Những người sống sót đã được trao thưởng hậu hĩnh. Lý Quảng Lợi được phong làm Hải Tây hầu. Triệu Đệ được phong làm Tân Tri hầu. Thượng Quan Kiệt được phong làm thủ quỹ.

## Hậu quả
Chỉ hơn một năm sau, giới quý tộc Đại Uyên tập hợp lại và giết chết Quốc vương Muội Thái, người được cho là chịu trách nhiệm hàng đầu cho mọi vấn đề với nhà Hán. Em cựu vương Vô Quả là Thiền Phong (蝉封) được tôn lên làm vua mới. Để tránh làm phật lòng vua Hán, Thiền Phong gửi con mình đến làm con tin ở Trường An. Đáp trả, Vũ đế sai sứ sang đến phong sắc và ban thưởng cho vị vua mới, kết giao với Đại Uyên.
Mười năm sau, do vướng phải một vụ án trong cung, Lý Quảng Lợi đã xin mang quân đi đánh Hung Nô nhằm lập công chuộc tội. Tuy nhiên do bị tập kích, Lý Quảng Lợi hết cách, đành đầu hàng Hung Nô. Tin tức truyền về kinh thành, Hán Vũ đế đem giết cả họ của Lý Quảng Lợi. Thiền vu Hung Nô gả con gái cho Lợi, tuy nhiên không lâu sau, Lợi bị xử tử sau xích mích với một kẻ đảo tẩu từ nhà Hán khác tên là Vệ Luật.